# Galium hirtum
Galium hirtum är en måreväxtart som beskrevs av Jean-Baptiste de Lamarck. Galium hirtum ingår i släktet måror, och familjen måreväxter. Inga underarter finns listade i Catalogue of Life.